# 津輕海峽·冬景色
《津輕海峽·冬景色》（日语：／ Tsugaru kaikyō Fuyu geshiki */?）是日本演歌女歌手石川小百合的第15張單曲。1977年1月1日由日本哥倫比亞發行。此曲被認為是石川小百合最重要的代表作之一，與《越過天城》、《能登半島》等齊名。
石川小百合於NHK紅白歌合戰中演唱此曲多達13次，自2007年起更與《越過天城》隔年演唱。兩曲均成為於紅白歌合戰中演唱次數最多的曲目。
本曲更為她赢來不少獎項，包括於第17回日本唱片大獎中獲得了「歌唱獎」、第10回全日本有線放送大賞「優秀星獎」、第10回日本有線大獎「有線Hit獎」、第10回日本作詩大獎「大眾獎」、第3回全日本歌謠音樂祭「金星獎」、而在第6回FNS歌謠祭中，連奪「最優秀大獎」、「最優秀歌唱獎」及「最優秀視聽者獎」三個獎項。

## 歌詞大意

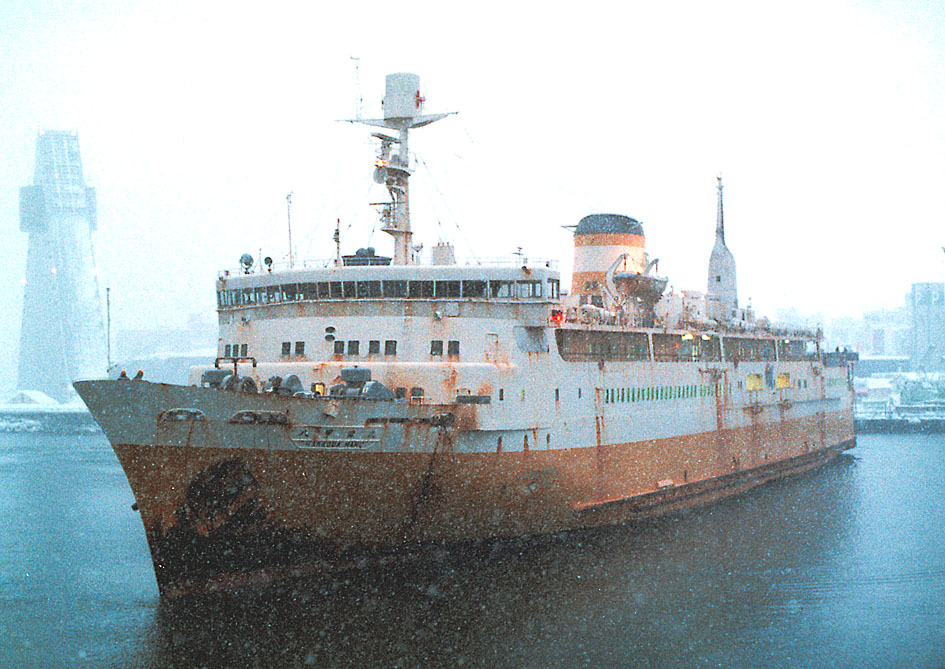
青函连络船“八甲田丸”

歌詞內容採用演歌慣常的多個寫作題裁：女人、離別、孤單、晚上、夜行列車。
在一個冬天的晚上，歌曲中的女主角離開了自己心愛的男人，獨自乘坐夜行列車由東京上野站返回北海道，當到達青森站時，列車會駛入通往函館站的渡輪—青函連絡船內，但乘客卻必須先於青森站月台下車，經過通往碼頭的連接通道及空橋後，再進入連絡船的客艙內，直至駛至函館站後，才返回原來列車繼續行程。由於在那個年代，青函隧道仍處於建築初期，兩端並未貫通，飛機也未太普及時，大部份旅客都會選擇以鐵道與渡輪來往北海道。
歌詞第一段描寫其他北上的旅客都跟女主角一樣，一路上都是默默無聲，沿路經過的四周都靜得只聽到海浪拍打碼頭和岸邊的聲音，女主角此時呆望那些像凍僵的海鷗群、份外感覺孤獨，眼淚也不其然落出來。至於第二段，講述渡輪離開了青森港後，正橫渡津輕海峽前往函館。渡輪駛至龍飛岬時（意即渡輪即將駛離本州的範圍，進入北海道），女主角和船上的乘客一樣，紛紛隔着冰冷的玻璃窗對外指望，玻璃亦因而形成了一層層白色的霧氣，當女主角嘗試把霧氣抹走時，霧氣很快便再形成，因此總是望見窗外的景色是濛濛一片的，這刻女主角再不禁想到自己的離去、再次流下別離的眼淚，眼前的濛濛一片，究竟是霧氣還是自己的眼淚，都已分不清楚了。

## 收录內容
本曲先後共發行過4次：

### 首次發行
- 發行日期：1977年1月1日（黑膠唱片版本）
- 曲目：

- 1. 津輕海峽·冬景色 3:43

- 作詞：阿久悠，作曲及編曲：三木剛

- 2. 宛如野花一般（野の花のように） 4:17

- 作詞：阿久悠，作曲：三木剛，編曲：竹村次郎

### 第2次發行
- 發行日期：1991年7月1日（CD版本）
- 曲目：

- 1. 津輕海峽·冬景色
- 2. 能登半島

- 兩曲均由阿久悠作詞、三木剛作曲及編曲。

### 第3次發行
- 發行日期：1994年5月20日（CD版本、重發）
- 曲目：

- 1. 津輕海峽·冬景色
- 2. 能登半島
- 3. 津輕海峽·冬景色（伴唱版）
- 4. 能登半島（伴唱版）

### 第4次發行
- 發行日期：2005年12月7日（CD版本）
- 曲目：

- 1. 津輕海峽·冬景色
- 2. 能登半島
- 3. 津輕海峽·冬景色（伴唱版）
- 4. 能登半島（伴唱版）

- 此版本為重新錄音版，編曲改由今泉敏郎負責。

## 翻唱
不少歌手都曾翻唱本曲，當中更包括鄧麗君。部份甚至收錄在其專輯當中，包括有長谷優里奈、五木宏、坂本冬美、縣森魚、安潔拉亞季、山崎将义及AKB48的岩佐美咲，其中岩佐美咲更曾表示過此曲是她十分喜歡的演歌之一。此外這首歌也曾經被翻唱成台語歌。1995年黃乙玲將這首歌翻唱成《咱的一生咱的愛》，2003年蔡小虎再翻唱成《最癡情的人》。

## 歌謠碑

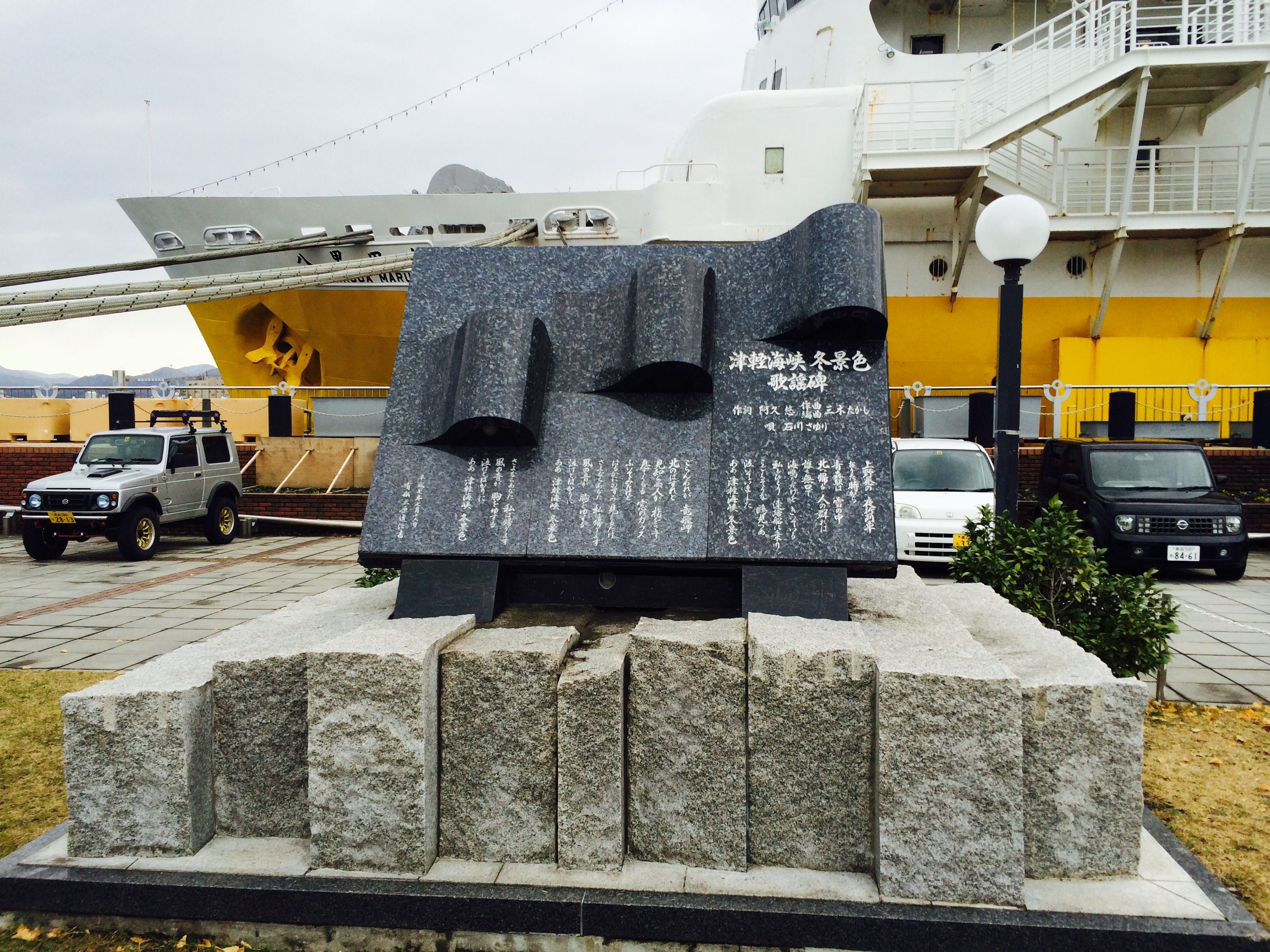
位於青函連絡船紀念館八甲田丸外的碼頭上的歌謠碑。（2014年4月）

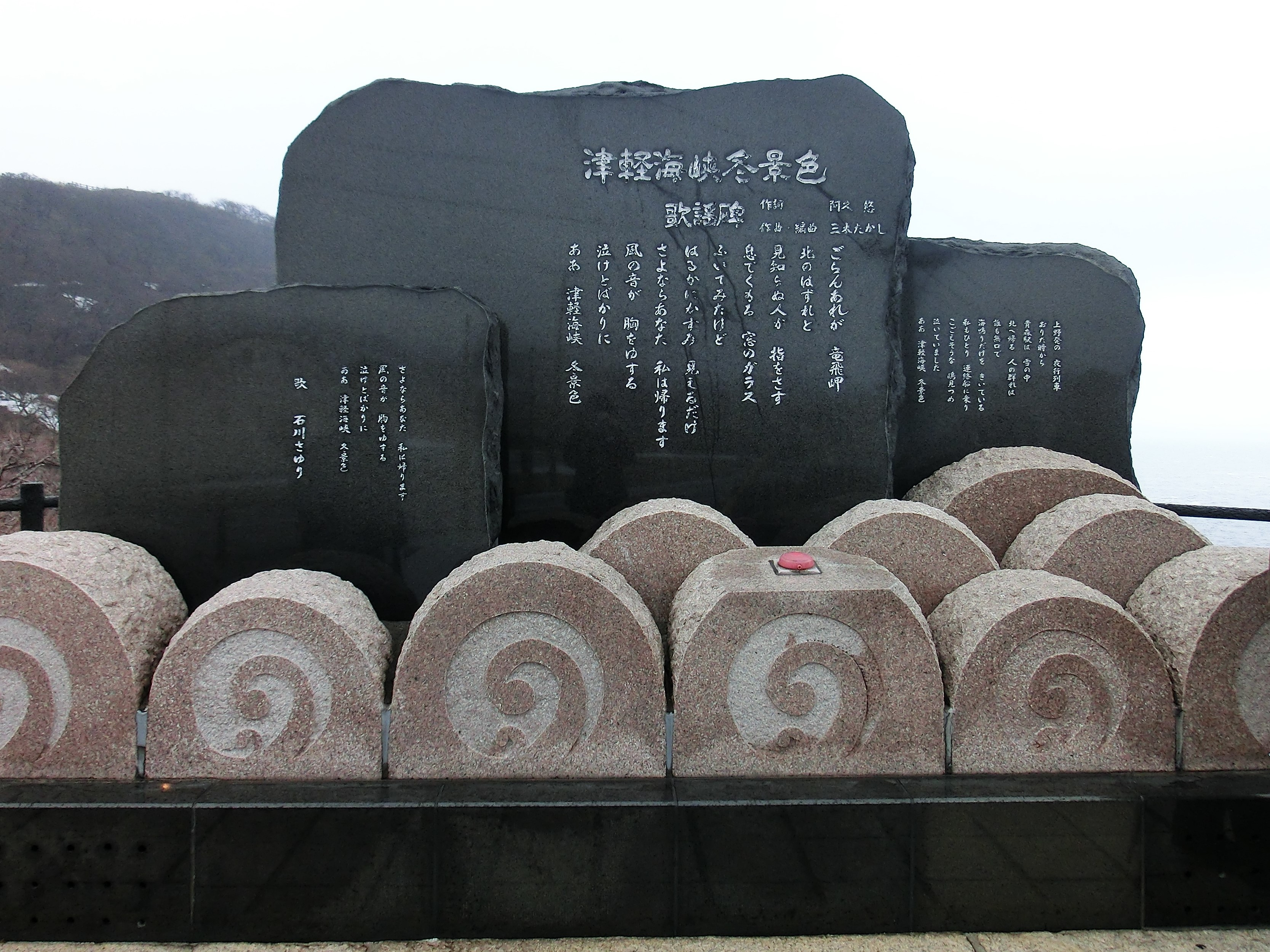
位於龍飛岬內的歌謠碑。（2014年3月）

現時共設有兩塊刻有歌詞的歌謠碑，分別設於本州津輕半島、青森縣東津輕郡外濱町的龍飛岬（津輕國定公園內）以及青森市青森港、青函連絡船紀念館八甲田丸外的碼頭。